# Јамајка на Светском првенству у атлетици у дворани 2012.
Јамајка је на Светском првенству у атлетици у дворани 2012. одржаном у Истанбулу од 9. до 11. марта учествовала четрнаести пут, односно, учествовала је на свим првенствима до данас. Репрезентацију Јамајке представљала су једанаест такмичара (4 мушкарца и 7 жена), који су се такмичили у четири дисциплине (2 мушке и 4 женске).
На овом првенству Јамајка је по броју освојених медаља делила 8. место са две освојене медаље (златна и сребрна). У табели успешности према броју и пласману такмичара који су учествовали у финалним такмичењима (првих 8 такмичара) Јамајка је са 4 учесника у финалу делила 11. место са 21 бодом.
| Плас. | Земља   | 1. место | 2. место | 3. место | 4. место | 5. место | 6. место | 7. место | 8. место | Бр. финал. | Бод. |
| ----- | ------- | -------- | -------- | -------- | -------- | -------- | -------- | -------- | -------- | ---------- | ---- |
| =11.  | Јамајка | 1        | 1        | 0        | 0        | 1        | 0        | 1        | 0        | 4          | 21   |

## Учесници
| Мушкарци: - Неста Картер — 60 м - Лерон Кларк — 60 м - Ричард Филипс — 60 м препоне - Ерик Кедо — 60 м препоне | Жене: - Вероника Кембел-Браун — 60 м - Ејлин Бејли — 60 м - Патриша Хол — 400 м - Доминик Блејк — 400 м - Vonette Dixon — 60 м препоне - Natasha Ruddock — 60 м препоне - Кимберли Вилијамс — Троскок |  |

## Освајачи медаља (2)

### Злато (1)
- Вероника Кембел-Браун — 60 м

### Сребро (1)
- Неста Картер — 60 м

## Резултати

### Мушкарци
| Атлетичар     | Дисциплина   | Лични рекорд | Квалификације | Квалификације | Полуфинале           | Полуфинале           | Финале               | Финале               | Детаљи |
| Атлетичар     | Дисциплина   | Лични рекорд | Резултат      | Место         | Резултат             | Место                | Резултат             | Место                | Детаљи |
| ------------- | ------------ | ------------ | ------------- | ------------- | -------------------- | -------------------- | -------------------- | -------------------- | ------ |
| Неста Картер  | 60 м         | 6,49         | 6,74 КВ       | 2. у гр. 4    | 6,56 КВ              | 1. у гр. 2           | 6,54                 |                      |        |
| Лерон Кларк   | 60 м         | 6,47 НР      | 7,05          | 4. у гр. 3    | Није се квалификовао | Није се квалификовао | Није се квалификовао | 34 / 57 (31)         |        |
| Ричард Филипс | 60 м препоне | 7,68         | 7,71 КВ       | 2. у гр. 4    | Није стартовао       | Није стартовао       | Није се квалификовао | Није се квалификовао |        |
| Ерик Кедо     | 60 м препоне | 7,65         | 7,96          | 4. у гр. 2    | Није се квалификовао | Није се квалификовао | Није се квалификовао | 22 / 29 (32)         |        |

### Жене
| Атлетичарка           | Дисциплина   | Лични рекорд | Квалификације      | Квалификације      | Полуфинале            | Полуфинале            | Финале                | Финале                | Детаљи |
| Атлетичарка           | Дисциплина   | Лични рекорд | Резултат           | Место              | Резултат              | Место                 | Резултат              | Место                 | Детаљи |
| --------------------- | ------------ | ------------ | ------------------ | ------------------ | --------------------- | --------------------- | --------------------- | --------------------- | ------ |
| Вероника Кембел-Браун | 60 м         | 7,00         | 7,29 КВ            | 1. у гр. 6         | 7,12 КВ               | 1. у гр. 1            | 7,01 СРС              |                       |        |
| Ејлин Бејли           | 60 м         | 7,18         | 7,34 КВ            | 2. у гр. 1         | 7,23 кв               | 3. у гр. 3            | 7,24                  | 7 / 15                |        |
| Патриша Хол           | 400 м        | 51,66        | 52,99 КВ           | 2. у гр. 2         | 53,21                 | 3. у гр. 3            | Нису се квалификовале | 11 / 30 (32)          |        |
| Доминик Блејк         | 400 м        | 52,95        | 53,39 КВ           | 2. у гр. 4         | 53,00                 | 3. у гр. 2            | Нису се квалификовале | 9 / 30 (32)           |        |
| Vonette Dixon         | 60 м препоне | 7,92         | Није завршила трку | Није завршила трку | Нису се квалификовале | Нису се квалификовале | Нису се квалификовале | Нису се квалификовале |        |
| Natasha Ruddock       | 60 м препоне | 8,06         | Није стартовала    | Није стартовала    | Нису се квалификовале | Нису се квалификовале | Нису се квалификовале | Нису се квалификовале |        |
| Кимберли Вилијамс     | Троскок      | 14,28        | 14,15 кв           | 3. у гр. Б         |                       |                       | 14,27                 | 5 / 28 (30)           |        |